# Wilfried Hendrickx
Wilfried Hendrickx (12 maart 1947 - 23 juni 2023) was een Belgisch Nederlandstalig journalist en auteur.

## Levensloop
Als journalist was Hendrickx vooral bekend om zijn interviews voor Humo. Voor dat blad interviewde hij onder anderen Andy Warhol en Lou Reed. Verder interviewde Hendrickx voor Humo tal van bekende Vlamingen; vooral zijn stukken met Jean-Pierre Van Rossem en Jean-Marie Pfaff waren spraakmakend (zijn talrijke Humo-interviews met Pfaff werden in 1986 gebundeld in Jean-Marie Pfaff privé).
Zijn uiterst moeizaam verlopen interview met de (door hem zeer bewonderde) Nederlandse auteur Willem Frederik Hermans leverde hem stof op voor een eigen roman: Het infrarood en het ultraviolet. Het hoofdpersonage van dat boek, de schrijver Malbrain, is duidelijk gemodelleerd naar Hermans. Diverse teksten van Hendrickx zijn ook opgenomen in de bloemlezing Het leukste uit Humo (1989, Kritak).
Hendrickx was ook een tijdlang hoofdredacteur van het blad TV Expres maar keerde nadien terug naar Humo. Verder schreef Hendrickx mee aan de scenario's van de televisiedrama's De man van twaalf miljoen (in 1982, samen met zijn Humo-collega Marc Didden) en Het ultieme kerstverhaal (1987, samen met zijn Humo-collega Guido Van Meir). In 2020 bracht hij onder de naam HendriX het album Popsongs uit.
Hij was gehuwd met Ghislaine Nuytten, voormalig model en televisiepresentatrice.

## Discografie
- HendriX - Popsongs (2020)

- Gemeinsame Normdatei: 173197426
- International Standard Name Identifier: 0000 0000 3226 356X
- Library of Congress Control Number: n98029977
- Nederlandse Thesaurus van Auteursnamen: 072210575
- Système universitaire de documentation: 258431792
- Virtual International Authority File: 174063
- WorldCat: E39PBJppFk3ryMMPgM96Jwxv73